# Lidia Amejko
Lidia Amejko (geboren 2. September 1955 in Breslau) ist eine polnische Dramatikerin und Romanautorin.

## Leben
Lidia Amejko besuchte in Breslau das Gymnasium. Nach dem Abitur studierte sie zunächst ein Jahr Medizin und anschließend Kulturwissenschaften an der Universität Breslau. In dieser Zeit leitete sie das Studentenradio Nad Odrą (An der Oder). 1987 debütierte sie mit der Erzählung Misja Oscara Llenor. 1993 veröffentlicht sie ihr erstes Drama Gdy rozum śpi – włącza się automatyczna sekretarka. 1996 erhielt sie ein Stipendium des International Writing Program an der University of Iowa und 1999 ein Stipendium in Bochum.
Sie schreibt Theaterstücke, die in Warschau, Krakau, Opole, Breslau, London und Düsseldorf inszeniert wurden und die für Rundfunk und Fernsehen bearbeitet wurden. Amejko ist auch Mitautorin von Theaterstücken für das Puppentheater in Wrocław. 2008 war sie mit dem Roman Żywoty świętych osiedlowych für den Literaturpreis Nike nominiert.

## Werke

### Theater
- 1993: Gdy rozum śpi – włącza się automatyczna sekretarka. (Rzecz o gadaniu). (dt. Wenn der Verstand schläft – springt der Anrufbeantworter an. Traktat über das Gerede)
- 1995: Męka pańska w butelce (dt. Das Leiden des Herrn in einer Flasche)
- 1997: Farrago
- 2001: Nondum
- 2001: Przemiana 1999 (dt. Wandeln 1999)
- 2004: Pan Dwadrzewko (dt. Zwajbaum)
- 2006: Greta
- 2016: Silesia, Silentia

### Puppentheater
- 2008: Alchemik
- 2008: Gołębiożercy
- 2008: Klątwa Muchomora
- 2008: Krasnoludki w kosmosie
- 2008: Co w trawie piszczy

### Prosa
- Głośne historie. Warschau : Oficyna 21, 2003, ISBN 83-917228-1-3 [Laute Geschichten]
- Żywoty świętych osiedlowych. Illustrationen Barbara Kaczmarek. Warschau : Wydawn. W.A.B., 2007, ISBN 978-83-7414-340-0
  - Die Vorstadtheiligen. Roman. Übersetzung Bernhard Hartmann. Köln : DuMont, 2010  ISBN 978-3-8321-9552-6